# NGC 2853
NGC 2853 је спирална галаксија у сазвежђу Рис која се налази на NGC листи објеката дубоког неба.
Деклинација објекта је + 40° 12' 1" а ректасцензија 9h 23m 17,4s. Привидна величина (магнитуда) објекта NGC 2853 износи 13,4 а фотографска магнитуда 14,3. Налази се на удаљености од 28,2000 милиона парсека од Сунца. NGC 2853 је још познат и под ознакама UGC 4987, MCG 7-19-66, CGCG 209-60, KCPG 199B, PGC 26580.